# Erika Köth

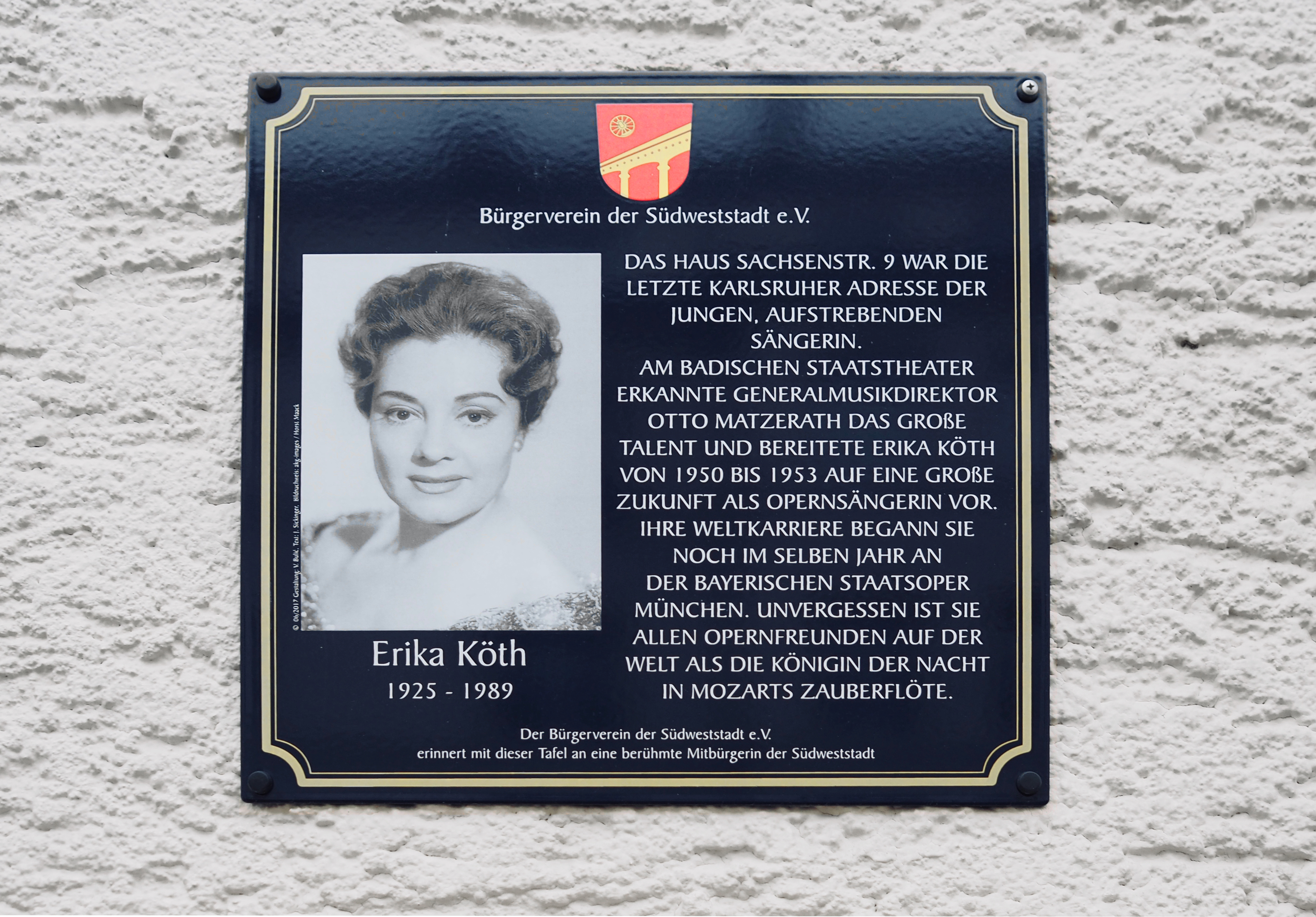
Schild am Wohnhaus in Karlsruhe

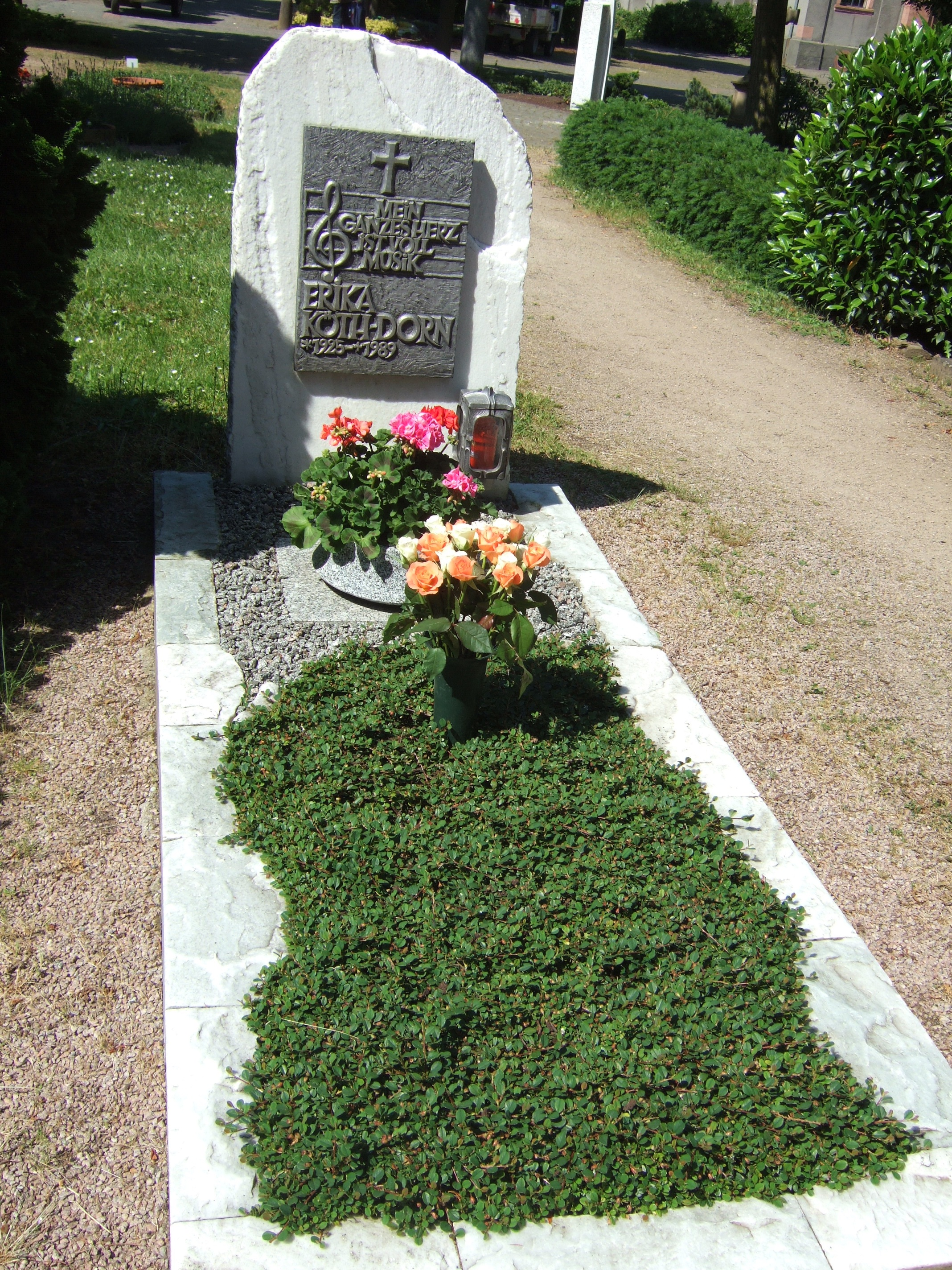
Grab von Erika Köth auf dem Alten Friedhof in Darmstadt

Erika Köth (* 15. September 1925 in Darmstadt; † 20. Februar 1989 in Speyer) war eine deutsche Opernsängerin (Sopran). Mit ihrem Koloratursopran wurde sie in Mozart-Opern berühmt, besonders als Königin der Nacht in Die Zauberflöte. Breite Bekanntheit erreichte sie auch durch Rollen in Opern und Operetten von Albert Lortzing, Robert Stolz, Johann Strauss und Franz Lehár. Sie gehörte zu den großen Koloratursopranistinnen des 20. Jahrhunderts in Deutschland. Ihre Stimme zeichnete sich aus durch „höchste Virtuosität, exquisite Klangschönheit und besondere Leuchtkraft in den höchsten Lagen“ (Herrmann/Hollaender 2007, S. 35).

## Leben
Erika Köth erkrankte mit acht Jahren an Kinderlähmung, von der sie sich nach einer langwierigen Therapie weitgehend erholte. Mit 17 Jahren erhielt sie ein Stipendium ihrer Heimatstadt, aber der Krieg verhinderte die Karriere als Sängerin und sie landete in einer Munitionsanstalt statt im Theater. Nach Kriegsende verdiente sich Erika Köth ihren Lebensunterhalt als Schlager- und Schnulzensängerin für die amerikanische Armee und studierte Gesang an der Darmstädter Akademie für Tonkunst.
Im Jahr 1947 gewann sie unter 300 Bewerbern einen Gesangswettbewerb von Radio Frankfurt mit der Arie der Königin der Nacht. Daraufhin erhielt sie ihr erstes Engagement am Pfalztheater in Kaiserslautern, wo sie 1948 debütierte.
Um 1950 lernte sie auf dem Fußballplatz ihren zukünftigen Ehemann kennen, den Schauspieler und Regisseur Ernst Dorn, der sie später auch managte. Zudem erhielt sie ein Engagement an das Badische Staatstheater in Karlsruhe, unter der Leitung von Generalmusikdirektor Otto Matzerath. Die drei Jahre am Karlsruher Theater waren bestimmend für ihre Karriere zur gefeierten Koloratursopranistin. Über ihre Zeit in Karlsruhe äußerte sich die Künstlerin rückblickend: „Das war meine schönste Zeit, wo ich so arm war und nie Geld hatte… Otto Matzerath in Karlsruhe verdanke ich alles.“
Köth wechselte 1953 an die Bayerische Staatsoper in München, zu deren Ensemble sie bis 1978 gehörte. In der Landeshauptstadt Bayerns hatte sie als Lucia di Lammermoor einen ihrer ersten Erfolge. Dort waren ihre Gesangspartner Sári Barabás, Hertha Töpper, Lilian Benningsen, Hans Hotter sowie Fritz Wunderlich und Hermann Prey.
Zudem trat Erika Köth regelmäßig in Produktionen der Hamburger und der Wiener Staatsoper auf. Daneben war sie noch am Staatstheater am Gärtnerplatz tätig. Erika Köth sang über 270 mal die Königin der Nacht in Mozarts Zauberflöte, darunter 1953 an der Wiener Staatsoper und 1956 an der Mailänder Scala. 1960 wurde sie Mitglied der Deutschen Oper Berlin und erweiterte ihr Repertoire ins lyrische Fach: Rollen wie Mimi, Antonia, Liù oder Micaela kamen als neue Partien hinzu. 1955 bis 1960 und 1962/1963 sang Erika Köth bei den Salzburger Festspielen. 1958 unternahm sie eine USA-Tournee, 1961 eine Tournee durch die Sowjetunion und 1963, 1966 und 1971 durch Japan, u. a. mit den Opern Le nozze di Figaro, Die Zauberflöte und Falstaff. Sie wirkte in drei Spielfilmen mit und war 1958 an der Seite von Wolf Albach-Retty Hauptdarstellerin in Mein ganzes Herz ist voll Musik. Darin spielte sie eine Frau, die ein seltsames Doppelleben führte.
Bei den Bayreuther Festspielen sang Erika Köth die Partie des Waldvogels in Richard Wagners Siegfried. Weitere Auftritte folgten im Londoner Covent Garden, in Rom, Los Angeles, San Francisco und Budapest, hauptsächlich in Richard-Strauss-Rollen. Außerdem sang sie die Lucia di Lammermoor und die Mimi in Puccinis La Bohème.
Ihren letzten viel umjubelten Auftritt auf einer Opernbühne hatte sie 1978 in München als Mimi in Puccinis La Bohème. Danach arbeitete sie bis 1988 als Dozentin an den Musikhochschulen von Köln und Mannheim, gab Meisterkurse in ihrem Wohnort Neustadt an der Weinstraße und engagierte sich ferner bei August Everdings „Singschul“ in München. Zu ihren Schülern gehörten unter anderem Anna Maria Kaufmann sowie Ruth Frenk.
Abseits der Opernbühne war sie auch einige Male Gast in der Fernsehsendung Zum Blauen Bock mit Heinz Schenk. Hier sang sie Lieder der leichten Muse. 1987 war Köth Mitglied der Jury des Internationalen Gesangswettbewerbs Neue Stimmen.
Im Jahr 1989 erlag die Künstlerin einem Krebsleiden. Am 23. Februar 1989 wurde sie auf dem Alten Friedhof (Grabstelle: 1 A 121) in Darmstadt vom Bischof des Bistums Speyer, Anton Schlembach, beerdigt. Die Trauerrede hielt der vormalige Ministerpräsident von Rheinland-Pfalz, Bernhard Vogel.
In Darmstadt-Kranichstein, Baldham bei München sowie Neustadt an der Weinstraße wurden Straßen nach Erika Köth benannt.

## Erika-Köth-Kette
Die Stiftung zur Förderung der Semperoper in Dresden verleiht in unregelmäßiger Folge an hervorragende Sängerinnen die Erika-Köth-Kette. Damit wurden bisher Birgit Fandrey (1994) und Christiane Hossfeld (2001) ausgezeichnet.

## Diskografie (Auswahl)

### Oper
Adolphe Adam
- Die Nürnberger Puppe (in deutscher Sprache): Mitwirkende: Sanders Schier (Cornelius), Jakob Rees (Benjamin), Amon Lembach (Heinrich), Erika Köth (Berta), Chor und Orchester des Frankfurter Rundfunks (Südwestfunk-Orchester), Kurt Schröder (Dirigent), Rundfunkübertragung vom 2. März 1962. (Line Music 2018)

Gaetano Donizetti
- Don Pasquale Querschnitt, mit Josef Traxel
- Lucia di Lammermoor Querschnitt, mit Rudolf Schock

Wolfgang Amadeus Mozart
- Entführung aus dem Serail Gesamtaufnahme, 1965, unter Eugen Jochum; als Konstanze

Giuseppe Verdi
- Rigoletto Querschnitt, mit Rudolf Schock

Richard Wagner
- Die Walküre Gesamtaufnahme, 1954, unter Wilhelm Furtwängler; als Helmwige
- Siegfried Gesamtaufnahme, Bayreuther Festspiele 1966 (live), unter Karl Böhm; als Stimme des Waldvogels

### Operette
Johann Strauss (Sohn)
- Die Fledermaus Gesamtaufnahme unter Herbert von Karajan

Franz von Suppe
- Banditenstreiche Gesamtaufnahme

Carl Zeller
- Der Vogelhändler Querschnitt, mit Rudolf Schock

### Volks- und Kunstlied
- Deutsche Volkslieder

### Solo-Alben
- Erika Köth in ihren Lieblingsrollen
- Erika Köth singt Arien von Wolfgang Amadeus Mozart
- Erika Köth. Portrait

## Filmografie
- 1955: Mozart – Reich mir die Hand mein Leben
- 1958: Mein ganzes Herz ist voll Musik

## Ehrungen
- 1975: Verdienstkreuz 1. Klasse der Bundesrepublik Deutschland
- Bayerischer Verdienstorden
- Verdienstorden des Landes Rheinland-Pfalz
- Großes Bundesverdienstkreuz
- Hermann-Löns-Medaille